# Чёрный кулик-сорока
Чёрный кулик-сорока (лат. Haematopus bachmani) — птица семейства Кулики-сороки (Haematopodidae).

## Внешний вид

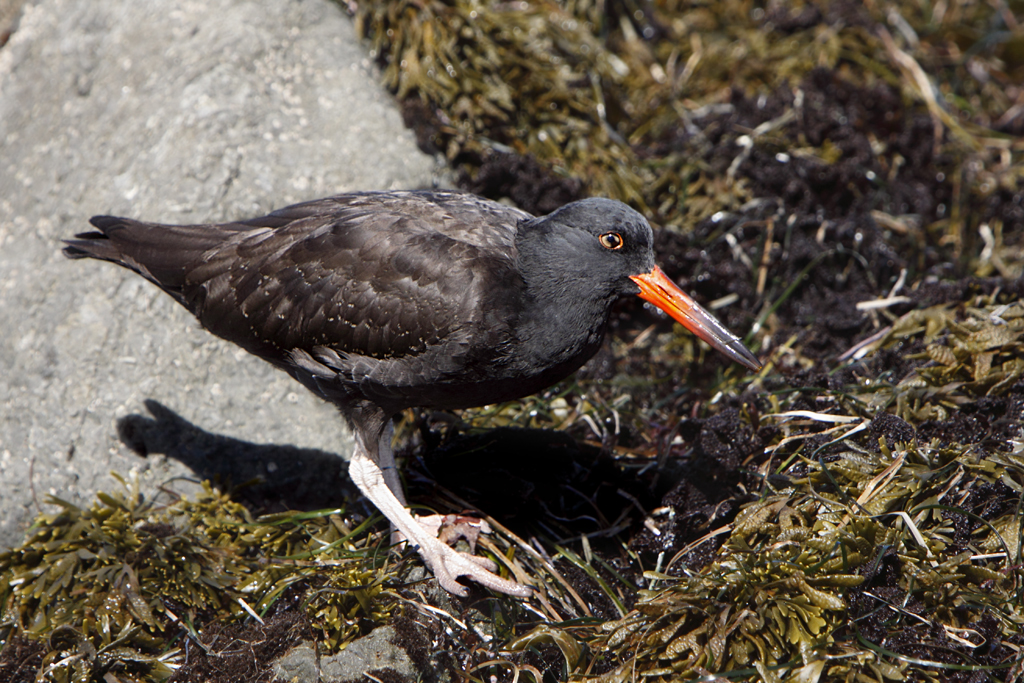
Неполовозрелая особь чёрного кулика-сороки.

Длина взрослой особи чёрного кулика-сороки — 40,5—43 см.
Окрас перьев чёрный, перья спины и живота с коричневым отливом. Клюв яркого оранжево-жёлтого цвета, глаза жёлтые. Ноги мясо-красного цвета. Половой диморфизм не выражен.
Неполовозрелые особи отличаются более тёмной окраской глаз, клюва и ног.

## Образ жизни
Кулики-сороки обычно живут парами или небольшими семьями. Их присутствие на тёмных скалах выдают лишь яркие клюв и ноги. При перелёте с камня на камень издают громкие звуки «уиик» или «уиип».

## Ареал
Чёрные кулики-сороки обитают в западной части Северной Америки и на прилегающих островах.